# 利馬特河畔厄特維爾
利馬特河畔厄特維爾（德語：Oetwil an der Limmat）是瑞士联邦苏黎世州迪蒂孔区的市镇。该市镇面积为2.77平方千米，海拔高度419米，2018年12月31日人口数为2,553。

## 外部連結
- 利马特河畔厄特维尔官方网站（页面存档备份，存于） （德文）